# Ксендзов, Григорий Васильевич
Григорий Васильевич Ксендзов (1916—2006) — полковник Советской Армии, участник Великой Отечественной войны, Герой Советского Союза (1946).

## Биография

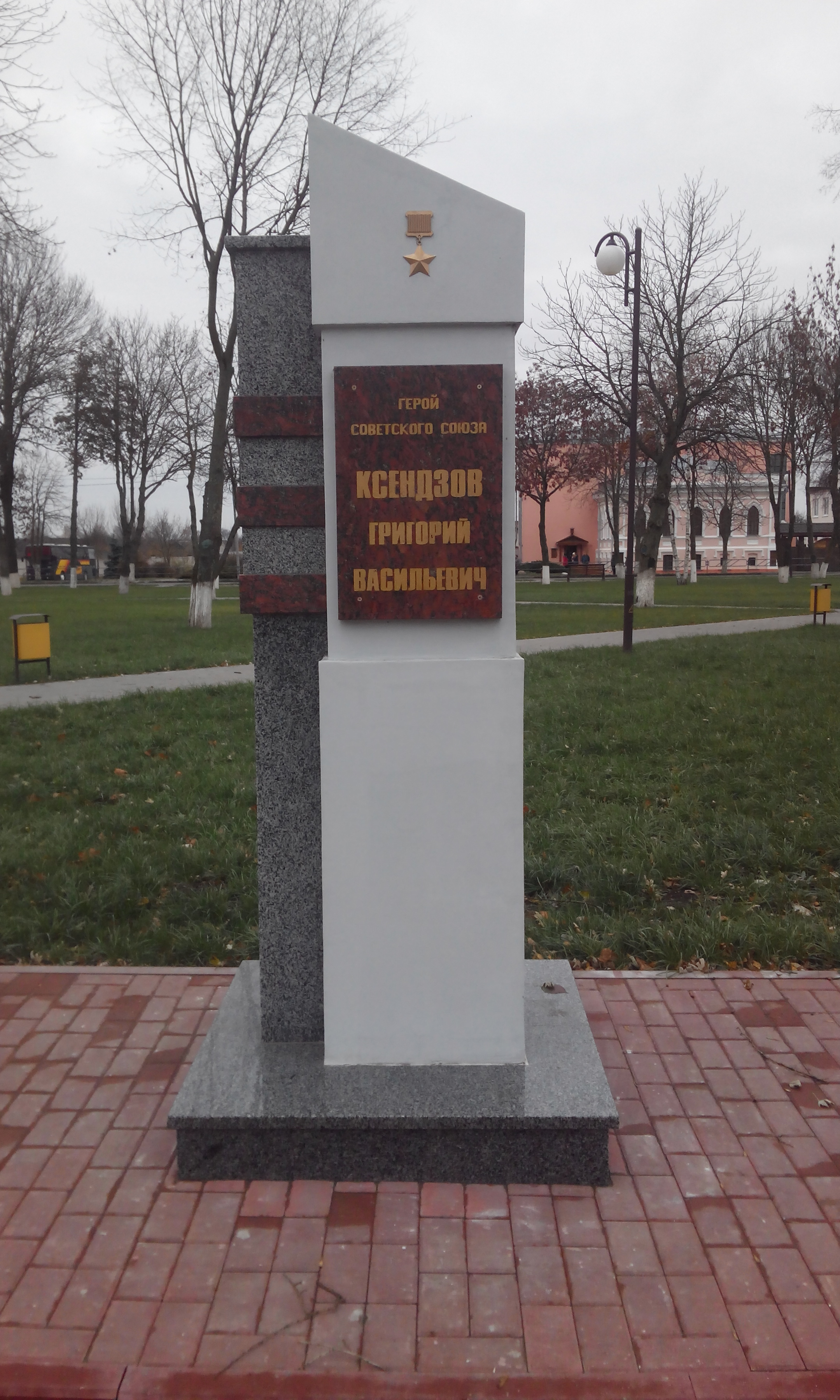
Стела в честь Г. В. Ксендзова на Аллее Героев — знаменитых уроженцев Ветковского района.

Григорий Ксендзов родился 23 апреля 1916 года в деревне Речки (ныне — Ветковский район Гомельской области Белоруссии). Окончил Гомельский сельскохозяйственный техникум. В 1937 году Ксендзов был призван на службу в Рабоче-крестьянскую Красную Армию. В 1940 году он окончил Краснодарское военное авиационное училище лётчиков-наблюдателей и штурманов. С июня 1941 года — на фронтах Великой Отечественной войны. В июне 1942 года Ксендзов окончил Рязанскую высшую военную авиационную школу штурманом. В боях два раза был ранен.
К концу войны гвардии капитан Григорий Ксендзов был штурманом эскадрильи 33-го гвардейского бомбардировочного авиаполка 12-й бомбардировочной авиадивизии 3-го гвардейского бомбардировочного авиакорпуса 18-й воздушной армии. За время боёв он совершил 255 боевых вылетов.
Указом Президиума Верховного Совета СССР от 15 мая 1946 года за «мужество и героизм, проявленные в боевых вылетах» гвардии капитан Григорий Ксендзов был удостоен высокого звания Героя Советского Союза с вручением ордена Ленина и медали «Золотая Звезда».
После окончания войны Ксендзов продолжил службу в Советской армии. Окончил Военно-воздушную академию. В 1961 году в звании полковника Ксендзов был уволен в запас.
Проживал и работал в Минске. Умер 1 ноября 2006 года, похоронен на Северном кладбище Минска.

## Награды и звания

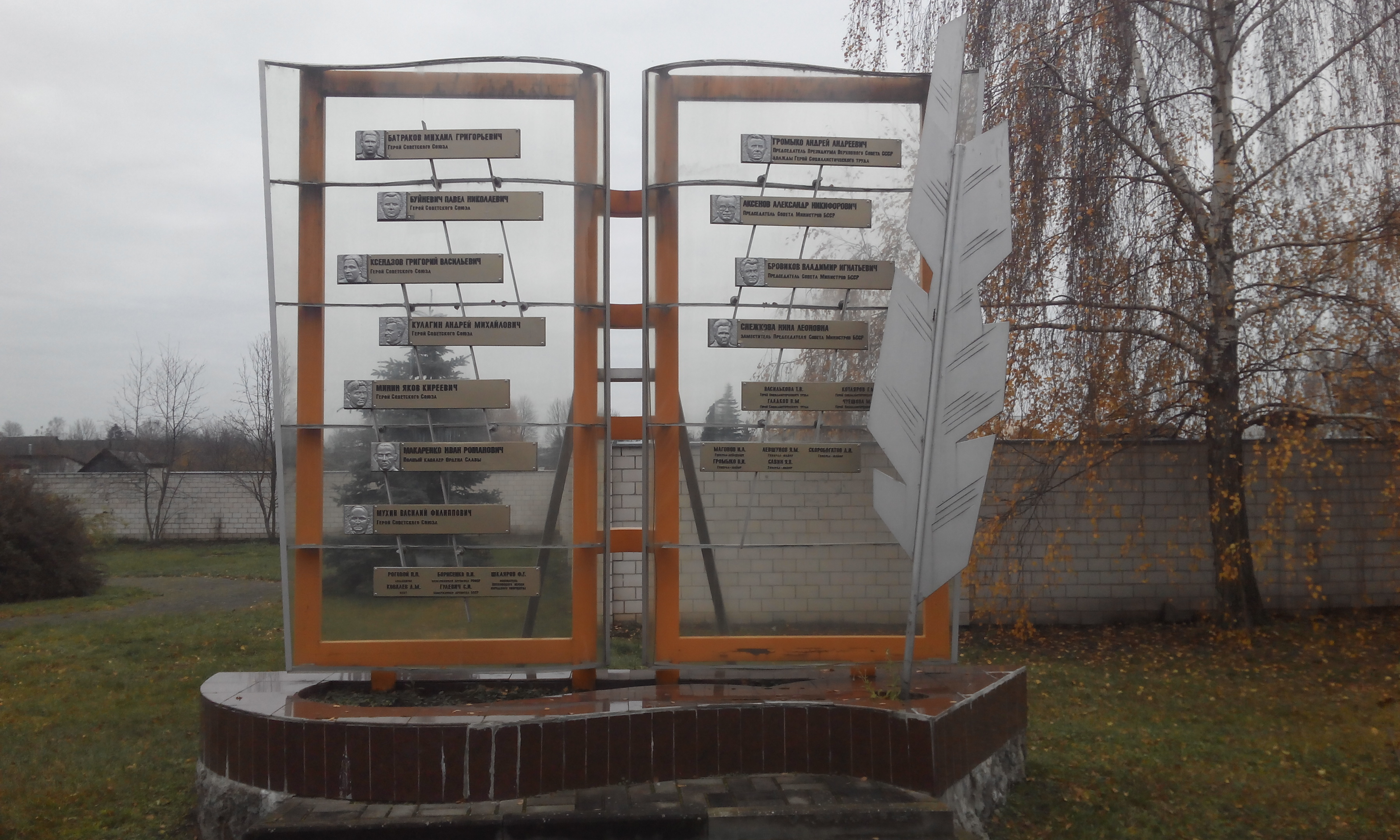
Памятник известным уроженцам Ветковского района в Ветке (Гомельской области)

Награждён тремя орденами Красного Знамени, орденом Отечественной войны I степени, двумя орденами Красной Звезды, рядом медалей.
15 апреля 1999 года Указом Президента Республики Беларусь был награждён Орденом «За службу Родине» III степени.

## Память
- Барельеф с именем на памятнике известным уроженцам Ветковского района. Памятник в форме раскрытой книги установлен в Ветке (Гомельская область).
- Стела в честь Г. В. Ксендзова на Аллее Героев — знаменитых уроженцев Ветковского района. Расположена в Ветке (Гомельская область), на центральной площади.